# Bielkowo (powiat koszaliński)
Bielkowo (niem.: Beelkow) – wieś sołecka w Polsce położona w województwie zachodniopomorskim, w powiecie koszalińskim, w gminie Sianów.
Według danych z 30 czerwca 2003 r. wieś miała 271 mieszkańców.